# Jiří Novák (houslista)
Jiří Novák (5. září 1924, Horní Jelení – 10. září 2010, Praha) byl český houslista, primárius Smetanova kvarteta.

## Život
Na housle začal od čtyř let pod vedením profesora Böhma, později Karla Hoffmanna a Emila Leichnera. Na Pražské konzervatoři byl žákem profesora Jindřicha Felda. V letech 1946–1948 byl koncertním mistrem a sólistou Českého komorního orchestru založeného Václavem Talichem. V letech 1948–1952 studoval na Akademii múzických umění v Praze u profesora Jaroslava Pekelského.
Od roku 1947 do roku 1989 byl primáriem Smetanova kvarteta. Jeho příchod do kvarteta znamenal pro tento soubor strmý vzestup na domácí i světová pódia a tím se Smetanovo kvarteto stalo nejvýraznějším představitelem české komorní hudby a je i dnes významnou součástí světové hudební scény.
V letech 1969–1992 působil i na AMU jako profesor v oboru housle.